# سوردیگو
سوردیگو (انگلیسی: Swordigo) یک بازی ویدئویی نقش‌آفرینی و ماجراجویی است. که توسط استودیوی مستقل فنلاندی تاچ فو (Touch Foo) در تاریخ ۲۲ مارس ۲۰۱۲ برای سیستم‌عامل اندروید و آی اواس ساخته و منتشر شد.

## داستان بازی
داستان بازی پسری را روایت می‌کند که در رؤیایی مرگ استادش را می‌بیند و بعد از خواب پریده و به طرف جنگل می‌رود و با جسد بی جان استادش که توسط یک هیولای شیطانی کشته روبرو می‌شود.
و بعد پسر نیز با یک شلیک جادویی آن هیولا بیهوش شده و بعد از بهوش آمدن در کلبه خود (در همان دهکده) با حرف‌های یکی از بزرگان آن دهکده، پسر جوان را راهی یک سفر می‌کند که در این راه کلی دشمن و اهریمن‌های مختلف سد راهش قرار می‌گیرد او باید شمشیری افسانه ای را قطعه به قطعه پیدا کند و آن را متصل کند چون تنها راه مقابله و نابودی هیولای (قاتل استاد) است و باید انتقام بگیرد و از اول با یک شمشیر چوبی و یک قدرت آتشین آبی از دهکده خارج می‌شود و.

## سبک بازی
سوردیگو یک بازی اکشن-ماجراجویی اسکرول جانبی است که در آن بازیکن می‌تواند بپرد، بدوید، شمشیر خود را بچرخاند و از طلسم‌های جادویی استفاده کند. با شکست دادن دشمنان، بازیکن تجربه کسب می‌کند.
پس از ارتقاء سطح، آنها می‌توانند یکی از ویژگی‌های خود (سلامت، قدرت حمله، یا جادو) را ارتقا دهند. آنها همچنین آیتم‌ها و تجهیزات جدیدی پیدا می‌کنند که آنها را قدرتمندتر می‌کند و توانایی جدیدی به آنها می‌دهد (بمب‌ها دیوارهای خاصی را منفجر می‌کنند، پیچ‌های جادویی. دکمه هارا فعال کنید و به دشمنان ضربه بزنید و غیره)، علاوه بر این می‌توانید با پول درو شده از دشمنان شکست خورده، بریدن گیاهان، از بین بردن جعبه‌ها و شکستن گلدان‌ها، اقلامی را از مغازه‌ها بخرید. بازیکن هر زمان بخواهد می‌تواند نقشه‌ای را بیاورد که مکان و مناطقی که قبلاً بازدید کرده را پیگیری کند. آنها همچنین پورتال‌هایی را پیدا می‌کنند که به آنها امکان می‌دهد به سرعت به مناطق قبلی برگردند.

## بازخورد
| ناشر        | امتیاز |
| ----------- | ------ |
| TouchArcade | [ ۵ ]  |
| Metacritic  | 86/100 |